# Mandat del cel

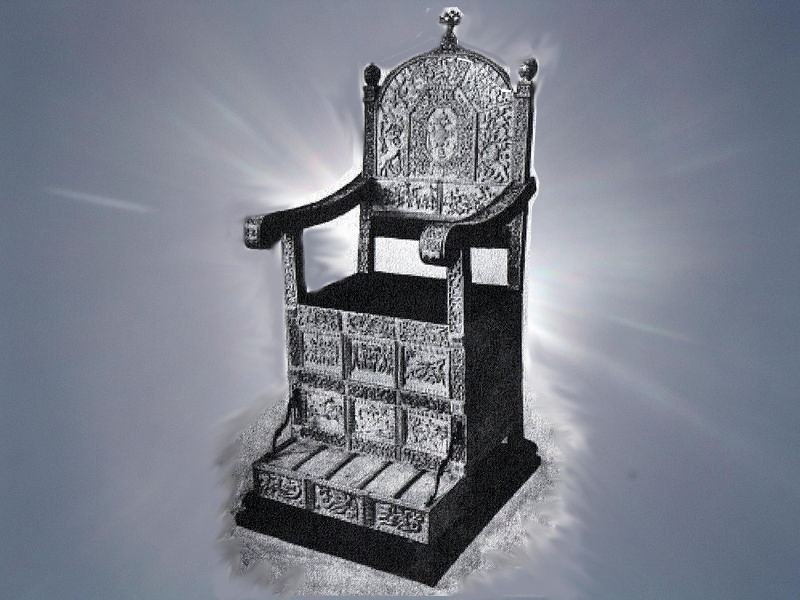
El mandat del cel fou un concepte estès en països d'Orient, principalment a la Xina, el qual justificava l'accés al poder d'una persona i el seu transferiment a altres.

El Mandat del cel — en xinès tradicional i simplificat: 天命; en pinyin: Tiān Mìng — era un principi utilitzat per a justificar el poder de l'emperador de la Xina i per explicar la conveniència del càrrec. Segons aquesta creença, el cel conferia el seu mandat a un governant just, anomenat el Fill del Cel. El mandat del cel depèn de la virtut de l'emperador; si aquest no compleix les seves obligacions com a emperador, llavors perd el mandat i, per tant, el dret a ser emperador. El mandat del cel es transferiria llavors a qui fos millor per a aquest càrrec i aquest tenia la potestat de conferir títols a altres. El fet que un governant fos derrocat era interpretat com una indicació que el governant hi havia perdut el mandat del cel. A més a més, també era una creença comuna que els desastres naturals, com la fam i les inundacions, eren altres signes del desacord del cel amb el governant actual, per tant, sovint anirien seguits de revoltes de la ciutadania que interpretava els esdeveniments mediambientals com a signes de disconformitat del cel.
El mandat del cel no requereix que un governant legítim sigui de família noble, i les dinasties sovint tenien els seus orígens en persones comunes (com la dinastia Han i la dinastia Ming). El mandat del cel no tenia cap limitació temporal, tan sols depenia de l'actuació justa i capaç del governant i dels seus hereus. Al llarg de la història de la Xina, els períodes de pobresa i els desastres naturals sovint coincideixen amb canvis dinàstics en considerar que el governant no era ja mereixedor i calia ser substituït.
El concepte del mandat del cel va ser utilitzat per primera vegada per a donar suport al regnat dels reis de la dinastia Zhou (1046-256 aC) i el corresponent enderrocament de la dinastia anterior, la Shang (1600-1046 aC). Al llarg de la història de la Xina es va aplicar al mandat dels emperadors, incloses les monarquies d'altres ètnies diferents dels han, com en el cas de la dinastia Qing. Aquest concepte es va aplicar també a països propers de la Xina, com Corea i Vietnam. Una situació similar es va produir des de l'establiment del regnat dels Ahom al regne d'Assam al sud-est d'Àsia.
El mandat del cel va ser una idea acceptada i popular entre les persones de la Xina, ja que permetia foragitar governants incompetents o despòtics i proporcionava un incentiu als governants per actuar de forma justa i correcta. El concepte va ser sovint defensat per filòsofs i intel·lectuals de l'antiga Xina com a forma d'aturar l'abús de poder per part del governant, en un sistema que quasi no oferia controls alternatius sobre aquest poder.

## La transició entre la dinastia Shang i la Zhou
Els governants de la dinastia Shang deien que els seus avantpassats eren divinitats que provenien del cel 天(Tian) i que, el seu dret a governar era inqüestionable i diví. Aquesta dinastia va governar la Xina durant un temps considerable, amb 31 reis. Al començament va ser un període de pau i prosperitat, el govern era capaç de controlar i donar solució a la majoria dels afers interns; però a mesura que anava passant el temps, la família governant va anar abusant del seu poder en detriment de les altres classes socials, cosa que va portar cap a la inestabilitat. La corrupció dins d'aquesta dinastia va crear les condicions necessàries per al sorgiment d'una nova: la dinastia Zhou. La rebel·lió va estar liderada per Zhou Wu, el qual va justificar el dret a assumir el govern mitjançant el mandat del cel. Es va generalitzar la creença que els Shang estaven moralment corruptes i que aquesta pèrdua de virtut donava poder als Zhou per fer-se'n càrrec del govern. No hi ha prova que anteriorment s'apliqués aquesta filosofia per guanyar el suport popular en un cop d'estat.

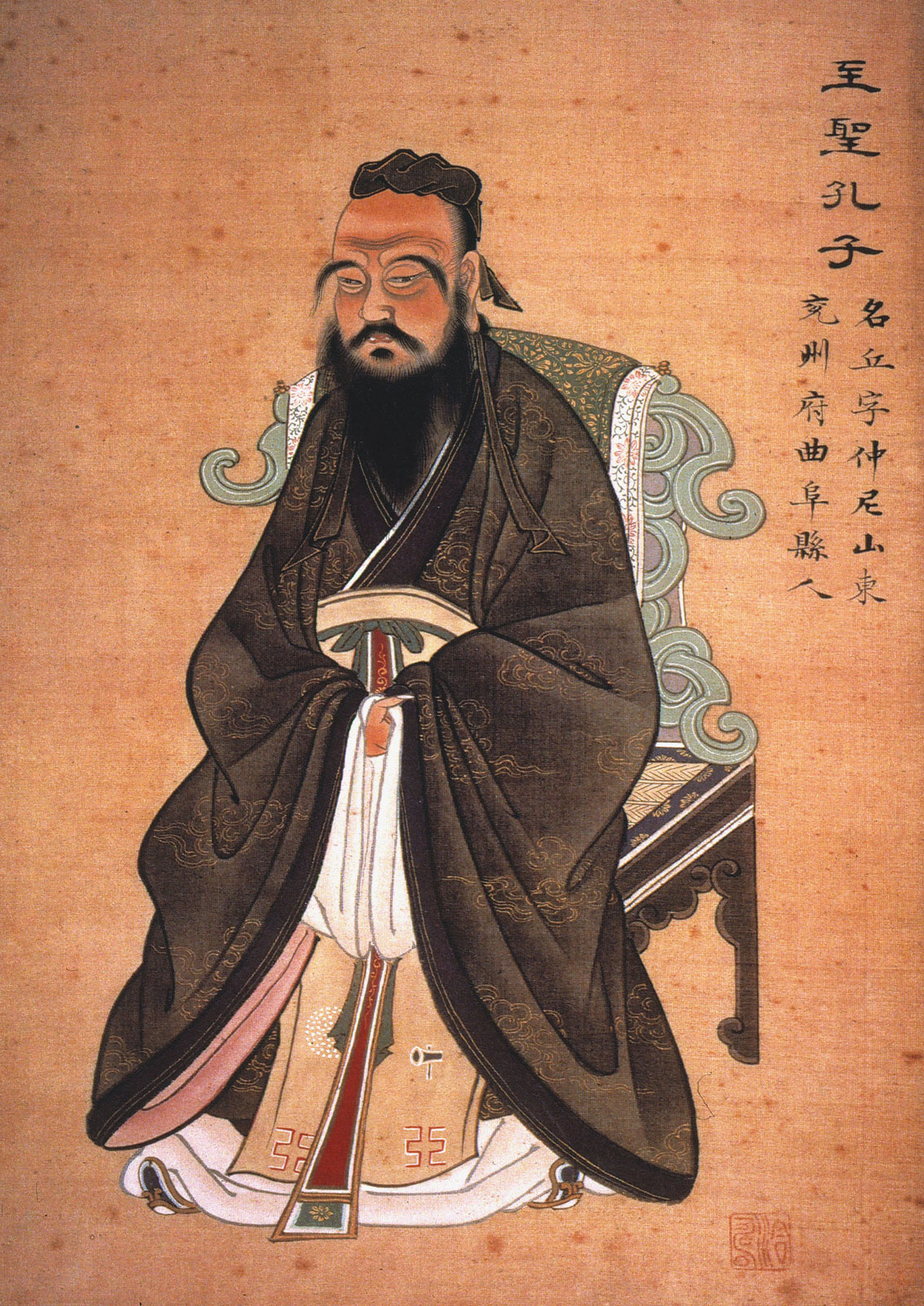
Confuci no va ser el creador del concepte, però va influir en la seva divulgació.

Quan els Zhou es van establir al poder van col·locar funcionaris de la seva confiança, però en van conservar alguns dels que havien treballat amb els Shang que van jurar fidelitat a la nova dinastia.Mentre la Xina s'anava expandint i esdevenia un imperi, els matrimonis amb els regnes annexionats o aliats es van fer necessaris. la Xina va guanyar en tecnologia militar, incorporant la que posseïen els seus territoris aliats, sobretot quan a la construcció de vaixells i les tècniques de navegació emprant les estrelles com a punts d'orientació. La dinastia Zhou va destacar en el camp de la literatura i la filosofia, no tan sols eren governants cultes sinó que també triaven els candidats a llocs de responsabilitat per les seves habilitats i coneixements. Confuci i els seus seguidors van remarcar la importància que la classe governant fos respectuosa en les seves relacions amb les classes baixes. Semblava evident que un govern centralitat portaria cap a la confusió i a la corrupció, ja que el seu poder no arribaria amb eficàcia a tot el territori. Per tal de salvar aquesta barrera, i com que família Zhou era nombrosa, es va donar un poder relatiu a molts d'ells i l'estat va quedar descentralitzat. Dintre d'aquests districtes hi havia administradors que eren nomenats pel govern i aquests, es comprometien a mantenir-se fidels, però això no va funcionar com esperaven i el fet de dividir el país en districtes va ser la causa del final d'aquesta dinastia.
Més endavant, quan el poder dels Zhou va anar en declivi, van ser substituïts per la dinastia governant al districte de Qin. Per justificar aquesta transició els nous governants de la Xina van emprar el concepte de mandat del cel, tot dient que els Zhou ja no eren uns reis justos i, per tant, mereixedors del càrrec. Els Qin al començament van donar prioritat a corregir els errors comesos pels Zhou, ja fos eliminant la font del problema o bé fent una reforma. Part d'aquestes reformes administratives van consistir en desenvolupar un sistema legal que establia que la llei estava per damunt de to individu, inclosos els governants. Això va constituir un progrés significatiu, però van cometre l'error de perseguir filòsofs contraris a ells i aquesta coerció en la llibertat d'expressió va portar una altra vegada a la inestabilitat política.
A la mort de Qin Shihuang, primer emperador de la dinastia Qin, va haver una revolta popular a la qual se'n van unir soldats tots ells en desacord per les maneres tiràniques que havia fet servir. La nova dinastia Han també va emprar el mandat del cel per justificar-se i introduir canvis que tots aclamaren com a justos, per exemple l'ús de proves d'accés per a repartir llocs de responsabilitat. La prosperitat que va aportar el comerç de la seda i altres productes va contribuir a fer que els Han fossin una dinastia ben considerada.

## El període de les cinc dinasties

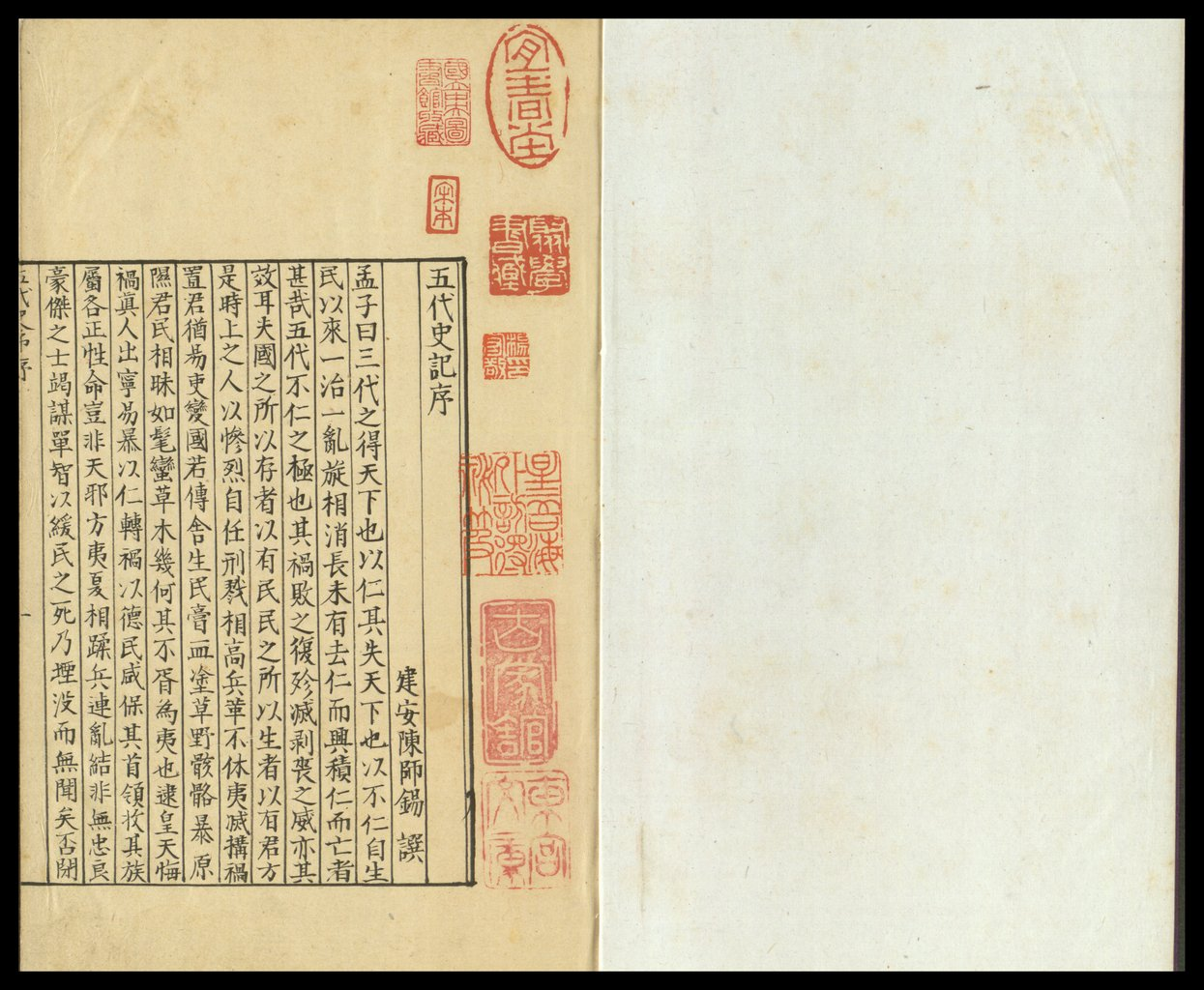
La Crònica de les Cinc Dinasties, que justificava la formació d'un imperi pel mandat del cel.

Durant el període de les cinc dinasties i el període dels deu regnes no hi va haver cap dinastia que governés tota la Xina. Això va generar un problema per la dinastia Song que volien ser governants de tot l'imperi i, per justificar-ho, van dir que el mandat del cel els havia estat transferit. L'historiador oficial dels Song, Xue Juzheng va escriure una compilació de la història xinesa durant el període comprès entre l'any 960 aC i el 970 aC, titulat (五代史, Wudai Shi, «Cròniques de les Cinc Dinasties») que, en unificar la història dels cinc regnes que van sorgir després de la dinastia Zhou, donava sensació de continuïtat com si tot el temps hagués estat un sol regne. A més va argumentar que aquestes cinc dinasties havien estat escollides per mandat diví per governar tot el territori xinès i que el mandat del cel l'havia transferit als Song. No va tenir en compte la contradicció que suposava el fet que els cinc estats junts havien governat un territori més extens que l'anterior imperi xinès. Tanmateix, hi havia prou raons, segons el principi del mandat del cel, per considerar que els anteriors governants havien perdut el dret a tenir la dignitat de monarques. Per exemple el comportament brutal de Zhū Wēn, un dels Liang posteriors que van ser una font de constant malestar. Cap membre de les tres dinasties següents —els Tang posteriors, els Jin posteriors i els Han posteriors—, tenia relació familiar directa amb els Song; tots ells pertanyien a una minoria ètnica, els Shatuo. Hi havia la creença que, cadascun d'ells havia estat el governant del regne xinès més poderós del seu moment i que cap d'ells havia estat capaç d'unificar la Xina perquè al sud hi havia altres estats que ho impedien. Per acabar, Xue Juzheng arribava a la conclusió que el mandat havia passat per cadascuna de les cinc dinasties fins a arribar als Song, governant del sud.

## La potestat de conferir títols
El mandat del cel va legitimar la transmissió de títols concedits pels monarques que deien estar investits pel cel. Era costum a la Xina que cada nova dinastia transferís terres a membres de la família pròpia i a la que ells substituïen; una mena d'apanatge juntament amb un títol de noblesa. Els nous propietaris feudals de les terres havien de ser respectuosos i oferir sacrificis tant als seus avantpassats com als avantpassats de les anteriors dinasties. Aquesta tradició es coneixia amb el nom de 二王三恪 (Èr wángsānkè).
Quan la dinastia Xia va ser enderrocada per la dinastia Shang, als descendents dels Xia se'ls va donar títols i feus a la regió de Qi (Henan) i a Zeng.
Quan els Shang van ser enderrocats pels Zhou, el nou rei va atorgar a un descendent dels Shang el títol de duc i un feu a l'estat de Song, i va confirmar els títols als descendents dels Xia que havien rebut feus a Qi i a Zeng. Confuci era descendent llunyà dels reis Shang, per via dels ducs de Song i els descendents de Confuci van heretar els drets al títol de duc de Yansheng fins al 1935.
Quan el rei Wujiang (無彊) de l'estat de Yue fou conquerit pel rei de l'estat de Chu, aquest li va oferir el títol de marquès d'Ouyang Ting.
Els títols de duc de Song i duc que dona seguiment i honora el Yin" (殷紹嘉公) van ser concedits a Kong An 孔安 (東漢) per la dinastia Han de l'est, ja que ell formava art dels hereus dels Shang. Aquesta branca de la família de Confuci és una branca separada de la línia que va portar el títol de marquès de Fengsheng i posterior duc Yansheng.
La dinastia Han va concedir el títol hereditari (周子南君,Zhōuzi nán jūn) a Ji Jia (姬嘉) descendent de la dinastia reial Zhou.
Quan l'emperador Xian de la dinastia Han va ser destronat per Cao Pi, de Cao Wei, aquest va concedir a l'emperador Xian el títol de duc de Shanyang (山陽公). El seu net, Liu Kang (劉康) va heretar el ducat que va existir durant 75 anys més i va tenir dos ducs més —Liu Jin (劉瑾) i Liu Qiu (劉秋)—, fins que la línia va quedar extinta amb la invasió de les tribus Xiongnu vers l'any 309, durant la dinastia Jin.
Els emperadors de Shu Han venien d'una branca menor de la dinastia Han. Quan l'emperador Liu Shan (de a dinastia Shu Han) fou derrotat per Cao Wei, aquest el va fer vassall amb el títol de duc d'Anle (安樂公, que literalment significa «duc de la pau i del confort»), mentre que als seus fills i nets els va nomenar marquesos. Liu Shan va morir el 271 a Luoyang i va rebre el títol pòstum de duc Si d'Anle (安樂思公; literalment «el profund pensador duc d'Anle»). Aquest títol va durar diverses generacions durant la dinastia successora a l'estat de Wei, els Jin, fins que es van extingir durant les revoltes dels Wu Hu.
Quan el regne Wu Oriental va ser dominat per la dinastia Jin, l'emperador Jin va atorgar a Sun Hao, emperador del Wu Oriental el títol de marquès de Guiming. Els fills de Sun Hao van ser nomenats cadets oficials del govern Jin.
Quan l'emperador Gong de la dinastia Jin fou enderrocat per Wu, emperador de Liu Song, aquest el va fer vassall amb el títol de príncep de Lingling. Això no obstant, es van donar ordres de matar l'emperador Gong. Sima Guang, un descendent de la família imperial Jin, va ser canceller durant la dinastia Song, centenars d'anys després de la caiguda dels Jin.
Quan l'emperador Shun de la dinastia Liu Song fou deposat per l'emperador Gao del Qi del Sud, aquest el va fer primerament vassall amb el títol de príncep de Ruyin i més tard el va fer matar.
Quan l'emperador He del Qi del Sud fou enderrocat per l'emperador Wu de la dinastia Liang, aquest el va honorar amb el títol de príncep de Baling i després el va matar.
Quan l'emperador Jing de la dinastia Liang fou deposat per l'emperador Wu de la dinastia Chen, aquest li va donar el títol de príncep de Jiangyin, cosa que no va impedir que el matés.
La família reial Tuoba dels sienpei, del Wei del Nord van començar vers l'any 480 a concertar matrimonis entre les seves filles i membres de l'elit de Han. Alguns membres de la reialesa Han es van traslladar del sud de la Xina per guanyar-se el favor dels sienpei. Algunes filles de l'emperador sienpei Xiaowen del Wei del Nord van maridar amb l'elit Han xinesa: Liu Hui 刘辉 (de la família xinesa Liu Song) es va casar amb la princesa Lanling 蘭陵公主 del Wei del Nord; la princesa Huayang 華陽公主 amb Sima Fei 司馬朏, (un descendent de la dinastia Jin), la princesa Jinan 濟南公主 amb Lu Daoqian 盧道虔, la princesa Nanyang 南阳长公主 amb Xiao Baoyin 萧宝夤(membre de la reialesa del Qi del Sud). La princesa Shouyang, germana de l'emperador Xiaozhuang del Wei del Nord, es va casar amb Xiao Zong 蕭綜, fill de l'emperador Wu de la dinastia Liang.
Quan la dinastia Jin oriental va perdre el govern, els Wei del nord van acollir el príncep Sima Chuzhi 司馬楚之 com a refugiat. Una princesa Wei del nord es va casar amb Sima Chuzhi i va ser la mare de Sima Jinlong 司馬金龍. La filla del rei Liang del nord, Juqu Mujian, es va casar amb Sima Jinlong.
Quan l'emperador Gao Heng del Qi del Nord fou deposat per l'emperador Zhou del Wu del Nord, aquest el va nomenar duc de Wen i després el va matar.
Quan l'emperador Jing del Zhou del Nord fou destronat per l'emperador Wen de la dinastia Sui, aquest li va concedir el títol de duc de Jie; això no obstant va fer matar tots els parents mascles més propers a ell: els nets, el besavi Yuwen Tai, el germà Yuwen Kan (宇文衎), duc de Lai, i Yuwen Shu (宇文術), duc de Yan. Uns tres mesos després l'emperador Wen va fer assassinar al duc de Jie en secret, però va fer veure que la notícia el sorprenia, va declarar un període de dol i el va fer enterrar amb honors. El títol de duc de Jie va ser transferit a un parent llunyà anomenat Yuwen Luo (宇文洛).
Quan l'emperador Jing fou enderrocat per l'emperador Wen de la dinastia Sui, aquest el va nomenar duc de Ju (莒公) i també duc de Liang (梁公). El seu nebot, Xiao Ju (蕭鉅), va heretar el títol de duc de Liang.
Quan l'emperador Chen Shubao de la dinastia Chen fou deposat per l'emperador Wen de la dinastia Sui, aquest el va nomenar duc de Changcheng (長城煬公).
Els emperadors de la dinastia Tang deien ser descendents dels ducs de Liang Oriental (Setze Regnes) (西涼) i pòstumament van tenir títols imperials.
Quan l'emperador Ai de la dinastia Tang fou deposat per l'emperador Zhu Wen dels Liang posteriors, aquest li va concedir el títol de príncep de Jiyin i després el va fer matar.
Hi van haver ducats per la descendència de les famílies reials de la dinastia Zhou, la dinastia Sui i la dinastia durant el govern dels Jin posteriors.
Quan el rei Qian Chu de Wuyue es va rendir a la dinastia Song, l'emperador Taizong va crear la prefectura de Yangzhou en l'estat nominal de Huaihai, i va instaurar Qian Chu com a rei de Huaihai. L'any 984, Qian Chu el va reduir a governant de Hannan i el 987 li va canviar el títol per un de menor rei de Hanyang, que només li donava dret a residir en Hanyang, però llavors va crear el títol de príncep de Xu unit a un gran feu. El 988, Qian Chu va perdre el seu títol de rei i en compensació el van nomenar príncep de Deng, que incloïa un gran feu.
Quan la dinastia Jin (1115–1234) va derrotar les dinasties Liao i Song del Nord, l'emperador Tianzuo dels Liao i l'emperador Qinzong dels Song van ser honorats amb títols —Tianzuo va esdevenir príncep de Haibin(海滨王, literalment «príncep de la Costa») i Qinzong va ser marquès de Chonghun (重昏, «el Doblement Confús»)—; el seu pare va rebre un títol despectiu semblant. L'any 1141, mentre les relacions dels Jin amb els Song del sud estaven a punt de normalitzar-se, els captors de Qinzong li van concedir un títol de duc de Tianshui Jun que era un indret a la vora del riu Wei, mentre que al seu pare que havia mort el 1135 li van donar el títol pòstum de príncep de Tianshui Jun; pocs mesos després va començar a rebre una paga a causa del seu títol. Els membres de la família reial Liao que van romandre a l'estat de Jin, com Yelu Lu i el seu fill Yelü Chucai van ser oficials al servei de la dinastia Jin, i després, de la dinastia Yuan. Altres membres de la família reial Khitan Liao, com Yelü Dashi i l'emperador Gaozong de la dinastia Song, van sobreviure com a governadors del kanat Kara-khitai i a la dinastia Song del Sud respectivament.

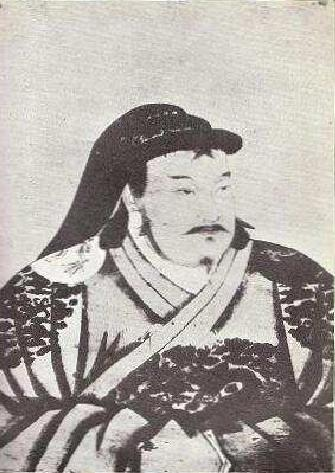
Cada nova dinastia accedia per mandat del cel i transferia títols per la potestat d'aquest mandat. (Retrat de Khublai Khan)

Quan el Regne de Dali fou conquerit per la dinastia Yuan, el rei Duan Xingzhi de Dali fou fet vassall amb el títol de maharajà per l'emperador Khublai Khan dels Yuan. L'emperador Gong de la dinastia Song del Sud va rebre el títol de duc de Ying (瀛國公), atorgat per Kublai Khan, però més tard l'emperador Yingzong de Yuan li va manar que es suïcidés. El príncep Zhao Yurui de la dinastia Song va ser fet vassall amb el títol de duc de Pingyuan Canton (平原郡公), atorgat per Kublai Khan. Altres membres de la dinastia imperial Song, com Zhao Mengfu i Zhao Yong, van ser abandonats amb vida per la dinastia Yuan. Zhao Yiguang fou un descendent de la família imperial Song que va ser famós com a escriptor durant la dinastia Ming.
Quan la dinastia Ming va ser substituïda per la dinastia Qing, aquesta va concedir a un descendent dels Ming el títol de marquès de gràcia estesa i li va donar una paga perquè dediqués sacrificis als seus avantpassats, els emperadors Ming. Els Qing van donar a Zheng Keshuang del regne de Tungning el títol de duc de Haicheng (海澄公) després que aquest es rendís als Qing.
Quan el kan Ejei Borjigin, un txahar de la dinastia mongola Yuan, es va rendir als Qing, aquests li van concedir el títol de príncep del primer rang (親王, Qin Wang), un títol que va mantenir fins a la seva mort el 1661, i que va deixar en herència al seu germà menor Abunai (阿布奈). Abunai va mostrar obertament la seva disconformitat envers els Manchu i l'emperador Kangxi el va posar sota arrest domiciliari, a Shenyang l'any 1669. El títol que tenia Abunai va ser transferit al seu fill Borni (布尔尼) el setembre d'aquell mateix any. Borni (布尔尼) va anar en compte de no mostrar cap senyal de discrepància amb la dinastia Qing, però finalment l'any 1675, ell i el seu germà Lubuzung (罗布藏) van capitanejar la revolta dels tres feudataris. Però van cometre l'error de creure que altres líders mongols se'ls unirien i es van trobar amb un exèrcit de només tres-cents sublevats txahar. Hi va haver una única batalla el 20 d'abril del 1675, que van perdre i van ser tots executats en la seva retirada. El càstig imposat pels Qing fou molt dur: tots els homes i nens dels txahar van ser executats, totes les dones, incloses les princeses van ser venudes com a esclaves, excepte les d'origen Qing.
La República de la Xina va permetre que el darrer emperador Qing visqués a la Ciutat Prohibida i portés el títol fins al 1924, encara que el van tractar com si fos un monarca estranger convidat.

## Al Japó

Els shoguns es creien amb dret a accedir al poder i a protegir l'emperador per mandat del cel. (Imatge d'un shogun)

Al Japó, el concepte de legitimitat política per mandat diví era condicional i podria ser retirada. Tanmateix era un concepte ideològicament problemàtic; per exemple, el Codi Taihō, promulgat el 703, era en gran part una adaptació del sistema de govern a la Xina, que en aquell temps estava sota la dinastia Tang, ometia el principi del mandat del cel. Llavors, com en èpoques posteriors, va ser obviat perquè la casa imperial del Japó deien ser descendents, sense interrupció en la línia successòria, de la deessa del sol Amaterasu. Això no obstant, mentre estaven en el càrrec, els emperadors del Japó van quedar bandejats durant els períodes Nara i Heian per regents poderosos del clan Fujiwara que van exercir el poder executiu de l'estat. Encara que la línia imperial va mantenir la seva continuïtat fins després del segle viii, l'autoritat política va ser exercida per successives dinasties de regents i shōguns, que assumien el poder d'una manera semblant a la Xina, justificant la seva arribada al govern pel mandat del cel. Fins i tot després de la restauració dels Meiji l'any 1868, quan l'emperador va tornar a ser el centre de la burocràcia política, el tron per ell mateix tenia poc poder sense el suport de l'oligarquia. El poder efectiu va passar per almenys quatre sistemes fins a arribar a la restauració dels Meiji: la democràcia Taishō, el govern dels militars, l'ocupació del Japó, i la democràcia posterior a la guerra. L'emperador és actualment una figura representativa i no un sobirà. Es podria dir que la línia successòria dels monarques japonesos va sobreviure durant tants anys precisament perquè van estar apartats del poder i la lluita només va afectar els que veritablement tenien el control de l'estat.

## Assam (Índia)
Segons diu la tradició dels ahoms, Sukaphaa fou un descendent del déu Khunlung, que va baixar dels cels i va governar Mong-Ri-Mong-Ram. Durant el regnat de Suhungmung, quan es van escriure les primeres cròniques d'Assam i es va escampar al país la influència hindú, l'arbre genealògic de Sukaphaa es va traçar fins a la unió entre la deessa Indra (identificada amb Khunlung) i Syama (una dona d'una casta menor), i va ser declarat el progenitor dels kshatriyes Indravamsa, un llinatge creat pels bramans hindús que amb intenció d'honorar els ahoms.